# Буттріо
Буттріо (італ. Buttrio) — муніципалітет в Італії, у регіоні Фріулі-Венеція-Джулія,  провінція Удіне.
Буттріо розташоване на відстані близько 470 км на північ від Рима, 60 км на північний захід від Трієста, 10 км на південний схід від Удіне.
Населення — 4101 особа (2014).
Щорічний фестиваль відбувається 15 серпня. Покровителька — Богородиця Небовзята.

## Демографія
Населення за роками:

Станом на 1 січня 2023 року в муніципалітеті офіційно проживало 379 іноземців з 43 країн, серед них 192 громадяни країн Євросоюзу та 41 громадянин України.

## Сусідні муніципалітети
- Манцано
- Павія-ді-Удіне
- Прадамано
- Премаріакко